# Dauphinois (dialecte)
Le dauphinois du Nord  ou  isérois (Dôfenâ ou Isara) est un dialecte de la langue francoprovençale.
Ce dialecte est parlé dans la moitié nord de l’ancienne province du Dauphiné, soit dans une grande partie du département de l'Isère, ainsi que dans la partie nord du département de la Drôme et à l’extrême sud du Rhône.
La moitié sud du Dauphiné fait partie, sur le plan linguistique, des pays de langue d'oc, notamment une grande partie de la Drôme, la quasi-totalité des Hautes-Alpes et la partie sud de l'Isère. Le dialecte de l'occitan parlé dans le sud du Dauphiné est le vivaro-alpin. En Isère, l'occitan commence à être parlé à 30 km au Sud de Grenoble, incluant la moitié sud du Vercors (à partir de Villard de Lans), le Trièves, l'Oisans, le Champsaur, le Dévoluy et une partie du Valbonnais.

## Variétés
Le dauphinois du Nord est composé de cinq variantes, qui sont les suivantes : 
- le dauphinois-rhodanien, parlé dans la vallée du Rhône ;
- le crémieu, parlé dans la région naturelle de Isle-Crémieu ;
- le terre-froides, parlé dans la région naturelle des Terres froides ;
- le chambran, parlé sur le Plateau de Chambaran ;
- le grésivaudan, parlé dans la vallée du Grésivaudan.

## Ouvrages
L'abbé Louis Moutier rédigea plusieurs ouvrages en dauphinois d'oc (vivaro-alpin) à la fin du XIXe siècle, dont un dictionnaire du parler dauphinois de 35 000 termes en 1885.